# Maling, Guizhou
Maling (kinesiska: 马铃, 马铃布依族苗族乡) är en socken i Kina. Den ligger i provinsen Guizhou, i den sydvästra delen av landet, omkring 42 kilometer söder om provinshuvudstaden Guiyang. Antalet invånare är 6683. Befolkningen består av 3 152 kvinnor och 3 531 män. Barn under 15 år utgör 19,0 %, vuxna 15-64 år 68 %, och äldre över 65 år 11,0 %.